# داوید لوییس
داوید لوییس موریرا مارینیو (به پرتغالی: David Luiz Moreira Marinho) (زاده ۲۲ آوریل ۱۹۸۷ - دیادما) بازیکن فوتبال اهل برزیل است که در پست مدافع میانی برای باشگاه فوتبال فلامینگو برزیل بازی می‌کند.
وی سابقه بازی در تیم‌های ویتوریا، بنفیکا، پاری سن ژرمن، چلسی، آرسنال را دارد.
لوییس در سال ۲۰۱۱ با قرارداد ۲۵ میلیون یورویی به باشگاه چلسی پیوست و سپس در سال ۲۰۱۴ با قرارداد ۵۰ میلیون پوندی به باشگاه پاری سن ژرمن منتقل شد. لوییس در سال ۲۰۱۹ با انتقالی به ارزش ۸ میلیون پوند به باشگاه آرسنال پیوست. او هم اکنون برای باشگاه فوتبال فلامینگو بازی می‌کند. 

## افتخارات

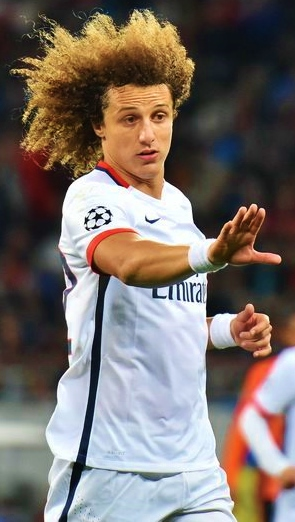
2015

### باشگاه
ویتوریا
- قهرمانی بایانو: ۲۰۰۵، ۲۰۰۷

بنفیکا
- لیگ برتر فوتبال پرتغال: ۱۰–۲۰۰۹
- لیگ کاپ پرتغال: ۰۹–۲۰۰۸، ۱۰–۲۰۰۹، ۱۱–۲۰۱۰
- سوپر جام فوتبال پرتغال: نایب قهرمان ۲۰۱۰

چلسی
- لیگ برتر فوتبال انگلستان: ۱۷–۲۰۱۶
- جام حذفی فوتبال انگلستان: ۱۲–۲۰۱۱
- لیگ قهرمانان اروپا: ۱۲–۲۰۱۱
- لیگ اروپا: ۱۳–۲۰۱۲، ۲۰۱۸–۲۰۱۹

پاری سن ژرمن
- لیگ ۱: ۱۵–۲۰۱۴، ۱۶–۲۰۱۵
- جام حذفی فوتبال فرانسه: ۱۵–۲۰۱۴،[۱۳] ۱۶–۲۰۱۵
- جام اتحادیه فوتبال فرانسه: ۱۵–۲۰۱۴، ۱۶–۲۰۱۵
- سوپر جام فوتبال فرانسه: ۲۰۱۴، ۲۰۱۵، ۲۰۱۶

فلامینگو
- سری آ برزیل: نایب قهرمان ۲۰۲۱
- کوپا لیبرتادورس: نایب قهرمان ۲۰۲۱
- سوپرجام برزیل: ۲۰۲۱
- سوپرجام برزیل: ۲۰۲۲ نایب قهرمان
- جام حذفی فوتبال برزیل: ۲۰۲۲
- کوپا لیبرتادورس: ۲۰۲۲
- سوپر جام برزیل: ۲۰۲۳ نایب قهرمان

### شخصی
- بازیکن سال لیگ برتر فوتبال پرتغال: ۲۰۱۰

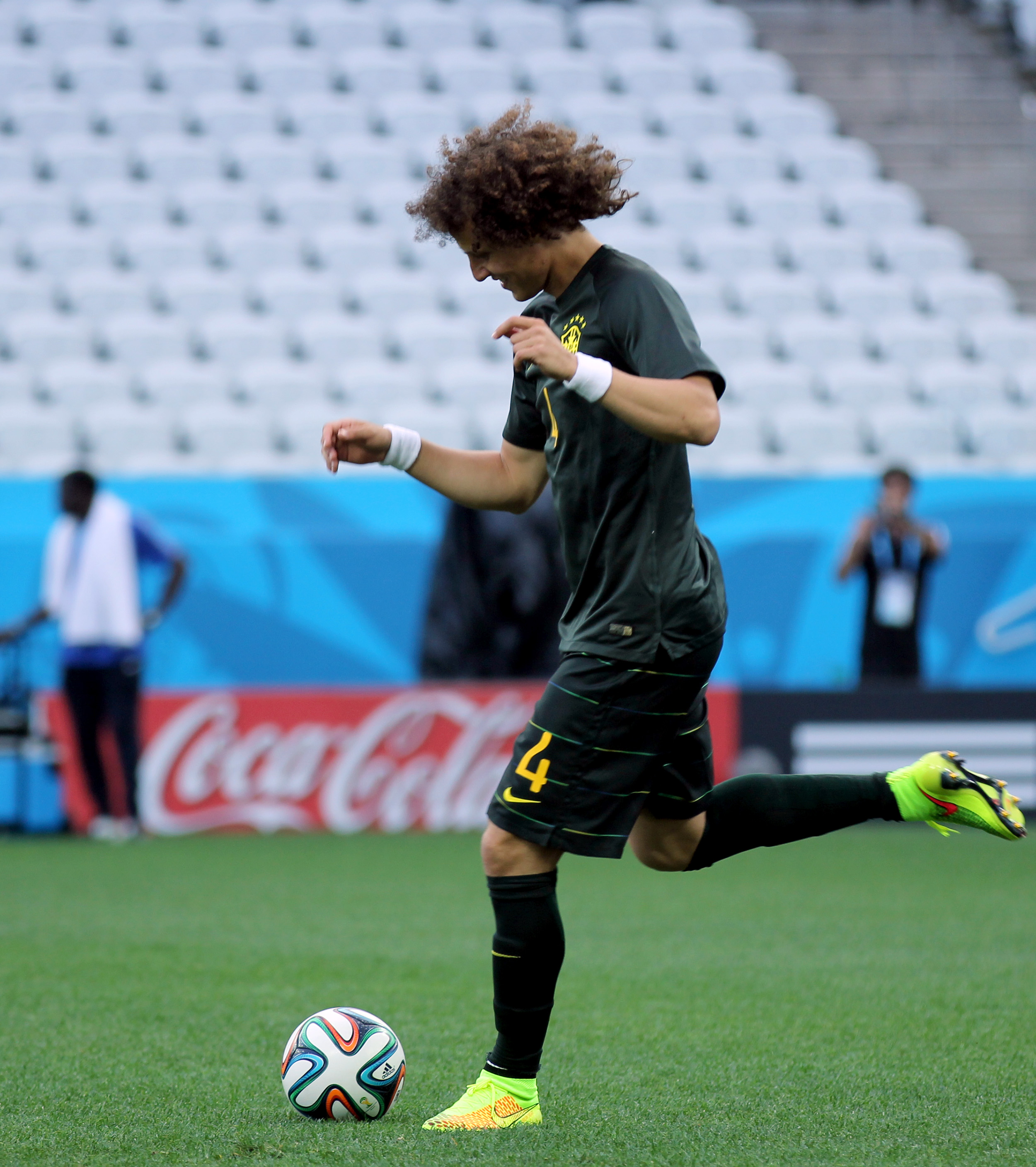
2014

- 2014بازیکن ماه لیگ برتر فوتبال پرتغال: مارس ۲۰۱۱

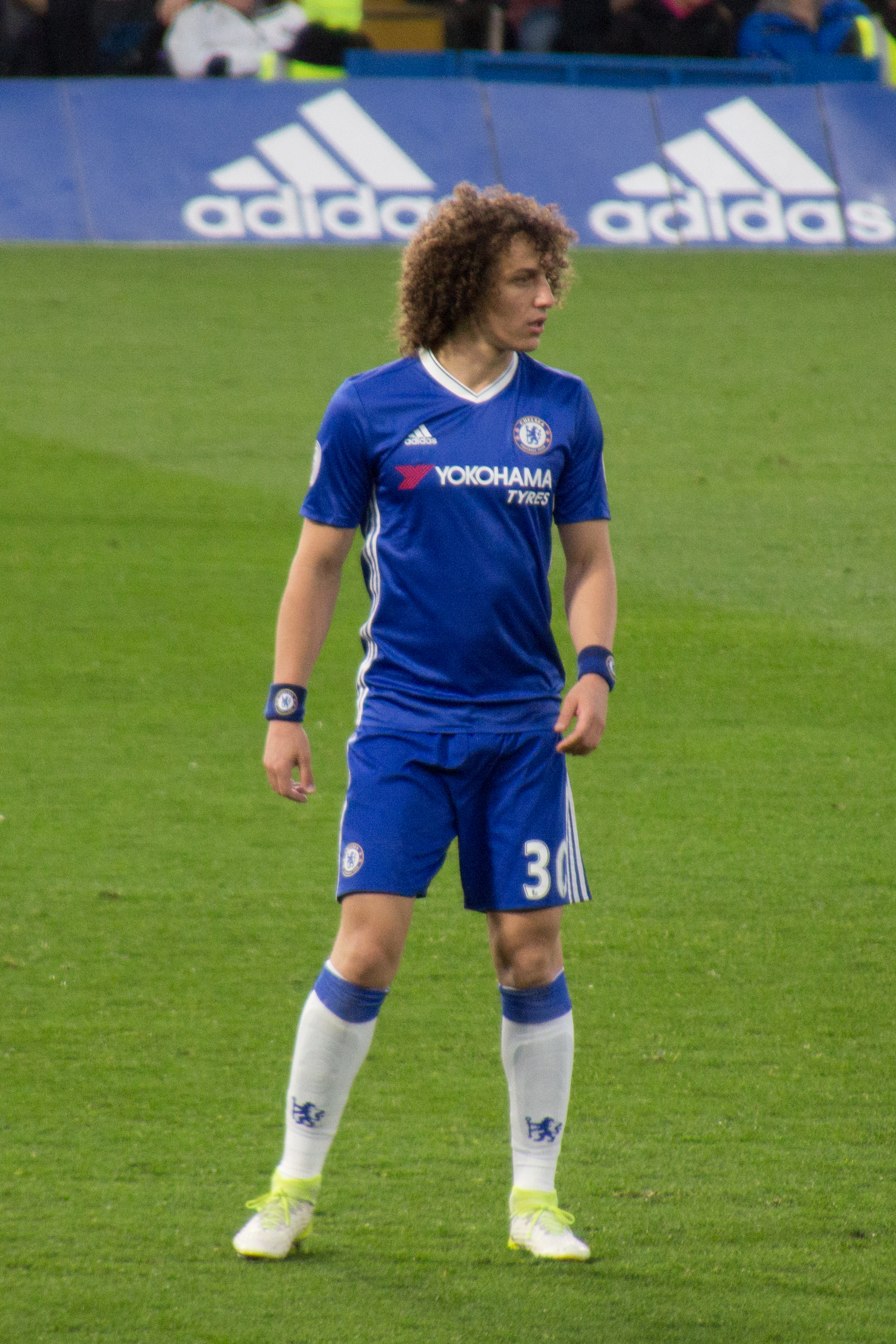
2017

## آمار بازی‌ها

### باشگاه
| تیم          | فصل          | لیگ  | لیگ | جام حذفی | جام حذفی | لیگ کاپ | لیگ کاپ | قاره‌ای۱ | قاره‌ای۱ | جام‌های دیگر۲ | جام‌های دیگر۲ | مجموع | مجموع |
| تیم          | فصل          | بازی | گل  | بازی     | گل       | بازی    | گل      | بازی    | گل      | بازی         | گل           | بازی  | گل    |
| ------------ | ------------ | ---- | --- | -------- | -------- | ------- | ------- | ------- | ------- | ------------ | ------------ | ----- | ----- |
| ویتوریا      |              |      |     |          |          |         |         |         |         |              |              |       |       |
| ۲۰۰۶         | ۲۶           | ۱    | ۲   | ۰        | –        | –       | –       | –       | ۲۵      | ۱            | ۵۳           | ۲     |       |
| ۲۰۰۷         | ۰            | ۰    | ۰   | ۰        | –        | –       | –       | –       | ۲       | ۰            | ۲            | ۰     |       |
| مجموع        | ۲۶           | ۱    | ۲   | ۰        | –        | –       | –       | –       | ۲۷      | ۱            | ۵۵           | ۲     |       |
| بنفیکا       | ۲۰۰۶–۰۷      | ۱۰   | ۰   | ۰        | ۰        | –       | –       | ۴       | ۰       | –            | –            | ۱۴    | ۰     |
| بنفیکا       | ۲۰۰۷–۰۸      | ۸    | ۰   | ۲        | ۰        | ۰       | ۰       | ۴       | ۰       | –            | –            | ۱۴    | ۰     |
| بنفیکا       | ۲۰۰۸–۰۹      | ۱۹   | ۲   | ۲        | ۰        | ۴       | ۰       | ۲       | ۱       | –            | –            | ۲۷    | ۳     |
| بنفیکا       | ۲۰۰۹–۱۰      | ۲۹   | ۲   | ۲        | ۰        | ۵       | ۱       | ۱۳      | ۰       | –            | –            | ۴۹    | ۳     |
| بنفیکا       | ۲۰۱۰–۱۱      | ۱۶   | ۰   | ۳        | ۰        | ۲       | ۰       | ۶       | ۰       | ۰            | ۰            | ۲۸    | ۰     |
| بنفیکا       | مجموع        | ۸۲   | ۴   | ۸        | ۰        | ۱۱      | ۱       | ۲۹      | ۱       | ۰            | ۰            | ۱۳۰   | ۶     |
| چلسی         | ۲۰۱۰–۱۱      | ۱۲   | ۲   | ۰        | ۰        | ۰       | ۰       | ۰       | ۰       | ۰            | ۰            | ۱۲    | ۲     |
| چلسی         | ۲۰۱۱–۱۲      | ۲۰   | ۲   | ۶        | ۰        | ۳       | ۰       | ۱۱      | ۱       | ۰            | ۰            | ۴۰    | ۳     |
| چلسی         | ۲۰۱۲–۱۳      | ۵    | ۰   | ۰        | ۰        | ۰       | ۰       | ۳       | ۱       | ۱            | ۰            | ۹     | ۱     |
| چلسی         | مجموع        | ۳۷   | ۴   | ۶        | ۰        | ۳       | ۰       | ۱۴      | ۲       | ۱            | ۰            | ۶۱    | ۶     |
| مجموع بازی‌ها | مجموع بازی‌ها | ۱۴۵  | ۹   | ۱۶       | ۰        | ۱۴      | ۱       | ۴۳      | ۳       | ۲۸           | ۱            | ۲۴۶   | ۱۴    |

۱لیگ قهرمانان اروپا و لیگ اروپا.

۲جام خیریه انگلستان، سوپر جام فوتبال پرتغال و قهرمانی بایانو.